# Michael Baumann (Mediziner)

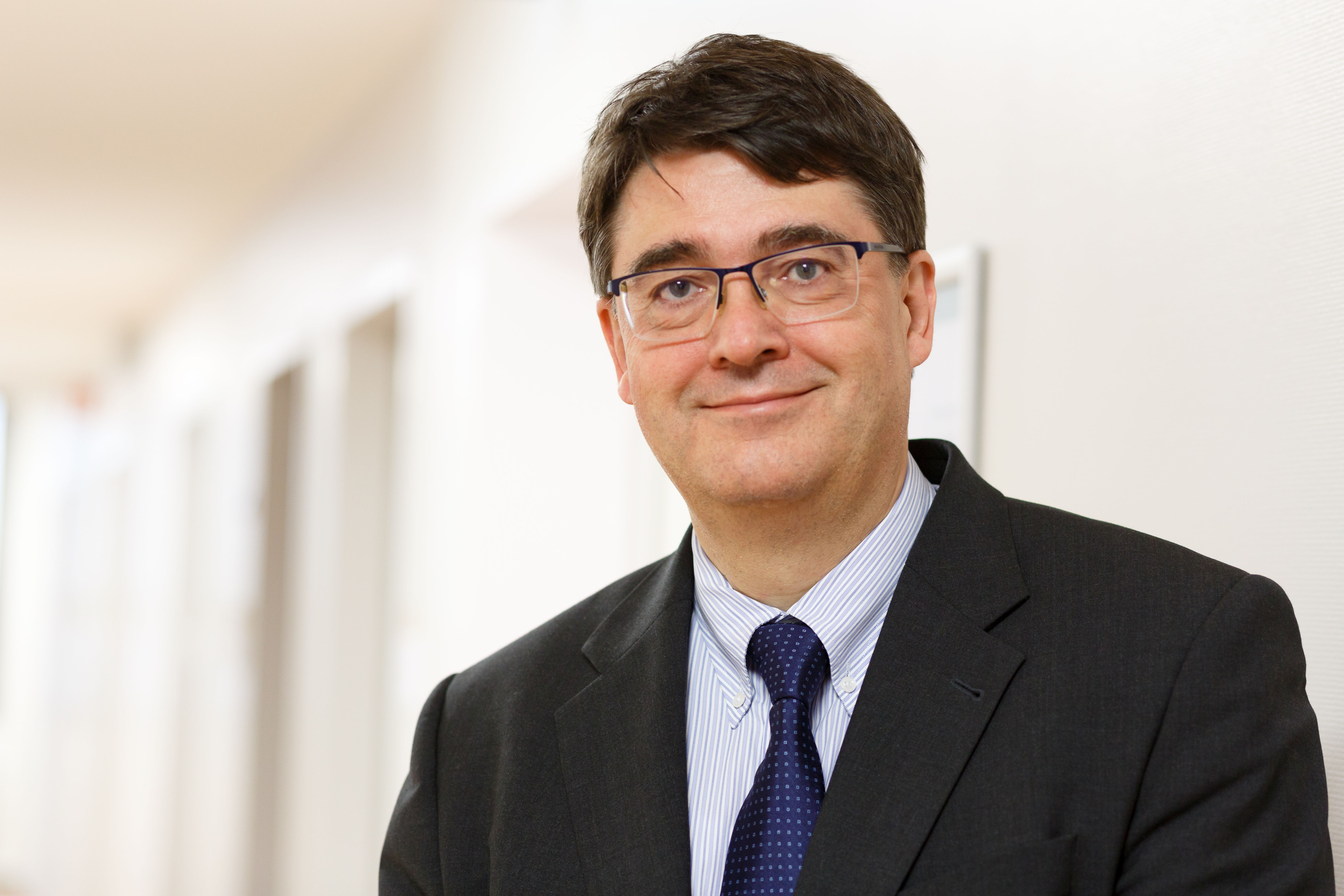
Michael Baumann

Michael Baumann (* 2. Dezember 1962 in Westerstede) ist ein deutscher Humanmediziner mit dem Schwerpunkt Radioonkologie. Seit 2016 ist er Wissenschaftlicher Vorstand und Vorstandsvorsitzender des Deutschen Krebsforschungszentrums (DKFZ) in Heidelberg. Darüber hinaus ist er Sprecher des Deutschen Krebskonsortiums DKTK und Ko-Vorsitzender des Strategiekreises der Nationalen Dekade gegen Krebs.
Seine Forschungsschwerpunkte liegen in der translationalen Radioonkologie und Strahlenbiologie sowie in der Behandlung von intrathorakalen und Kopf-Hals-Tumoren. Er erforscht die individualisierte Strahlentherapie, bei der die Bestrahlung durch die Bestimmung strahlenspezifischer Biomarker für den jeweiligen Patienten angepasst werden kann.

## Leben
Nach dem Medizinstudium an der Universität Hamburg promovierte Michael Baumann 1988 am Institut für Radiobiologie zum Doktor der Medizin. Danach war er als Postdoc im Massachusetts General Hospital an der Harvard Medical School in Boston tätig. Nach seiner Ausbildung zum Facharzt für Strahlentherapie habilitierte er sich 1994 an der Universität Hamburg. 1995 wechselte er zunächst als Leiter der experimentellen Radioonkologie an die Medizinische Fakultät Carl Gustav Carus der TU Dresden. Seit 2001 ist Michael Baumann Professor für Radioonkologie an der Technischen Universität Dresden. Während seiner Zeit als Direktor der Klinik für Strahlentherapie und Radioonkologie am Universitätsklinikum Carl Gustav Carus sowie als Direktor am Institut für Radioonkologie des Helmholtz-Zentrums Dresden-Rossendorf und des OncoRay-Zentrums baute er die radioonkologische Forschung am Standort Dresden maßgeblich mit auf. Zudem war er Gründungsdirektor des Universitäts KrebsCentrums Dresden sowie Sprecher des Standorts Dresden des Nationalen Centrums für Tumorerkrankungen (NCT). 2004 wurde Michael Baumann zum Mitglied der Nationalen Akademie der Wissenschaften Leopoldina gewählt. Er war Präsident der Europäischen Gesellschaft für Radioonkologie (ESTRO), der Europäischen Krebsgesellschaft (ECCO) und der Deutschen Gesellschaft für Radioonkologie (DEGRO).

## Auszeichnungen
- Ehrendoktorwürde der Julius-Maximilians-Universität Würzburg (2024)[5]
- Ehrendoktorwürde der Universität Aarhus (2022)[6]
- Janeway Gold Medal der American Radium Society (2018)[7]
- Deutscher Krebspreis (2018)[8]
- Gilbert H. Fletcher Medaille in Gold (2017)[9]
- Frank Ellis Medaille (2017)
- Röntgenplakette der Stadt Remscheid (2016)
- The ESTRO-ICTR/PHE 2014 Lecture Award der European Society for Radiotherapy and Oncology (2014)
- Clinical Research Award der European Cancer Organisation (ECCO) (2013)
- G.H. Fletcher Medal des MD Anderson Cancer Center (2012)
- Regaud Goldmedaille der Europäischen Gesellschaft für Radioonkologie (ESTRO) (2012)
- Michael Fry Award der amerikanischen Strahlenforschungsgesellschaft (2002)
- Breur Medal der ESTRO (2002)
- Gerhard-Hess-Förderpreis der Deutschen Forschungsgemeinschaft (DFG) (1997)

## Publikationen
Baumann veröffentlichte mehr als 350 wissenschaftliche Artikel in Fachzeitschriften. Er ist Chefredakteur der international führenden Fachzeitschrift für Radioonkologie, Radiotherapy & Oncology.